# Klasztor (województwo pomorskie)
Klasztor (dodatkowa nazwa w j. kaszub. Klôsztòr) – kolonia w Polsce, w województwie pomorskim, w powiecie bytowskim, w gminie Lipnica.
Miejscowość kaszubska położona na Równinie Charzykowskiej w regionie Kaszub zwanym Gochami, jest częścią składową sołectwa Borowy Młyn.
W latach 1975–1998 miejscowość należała administracyjnie do województwa słupskiego.